# 埃姆斯河
埃姆斯河（德語： [ɛms] ⓘ；荷蘭語： [eːms] ⓘ）是一條發源於德國北部的河流，流經北萊茵-威斯特法倫與下薩克森，而且也是德國下薩克森與荷蘭格羅寧根省之間的國界。埃姆斯河總長371公里。

## 發源
埃姆斯河發源於德國北部的北萊茵－威斯特法倫条顿堡林山的南部。在下薩克森州，埃姆河變成一條比較大的河流，埃姆沼澤也因此得名。大支流哈瑟河在梅彭注入埃姆斯河，然後埃姆斯河往北流，在接近荷蘭的國界的位置，進入了東弗里西亞。然後在靠近埃姆登的地方，埃姆斯河流入荷蘭，往代尔夫宰尔前進。
在埃姆登與代尔夫宰尔之間，埃姆斯河成為德國與荷蘭的邊界。而在這裡也產生了爭論，荷蘭人認為埃姆斯河穿過了河口的地理中心，但是德國人卻認為埃姆斯河流經了最深的河道（接近荷蘭海岸）。因為德國與荷蘭關係良好，所以爭論並沒有進一步擴大。在流經代尔夫宰尔後，埃姆斯河進入了瓦登海（北海的一部分）。

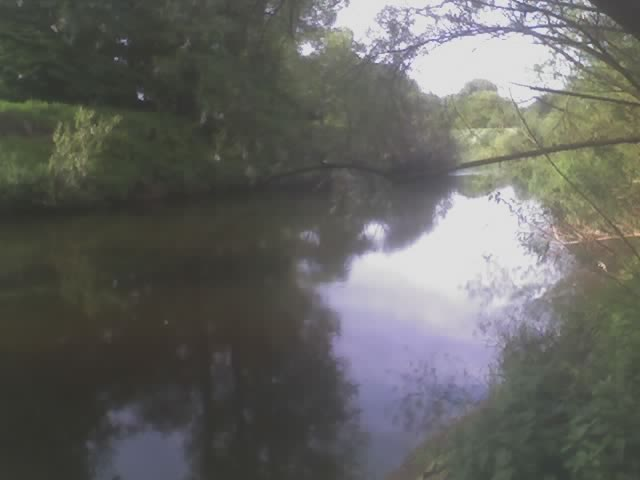
近泰尔格特的埃姆斯河

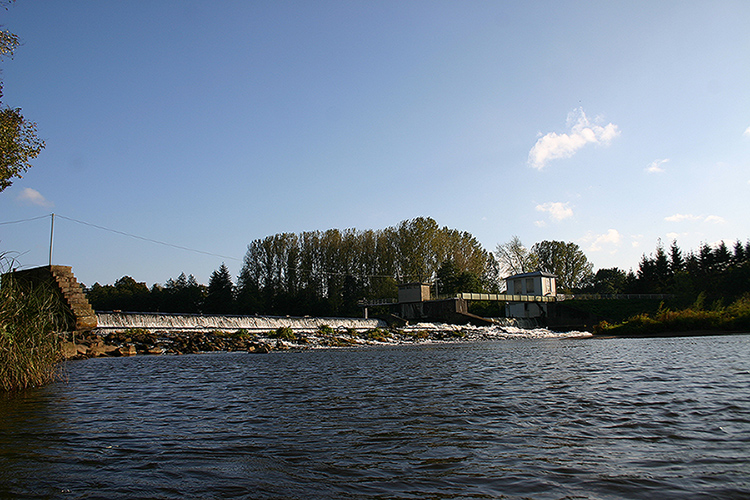
近 Lingen 的埃姆斯河

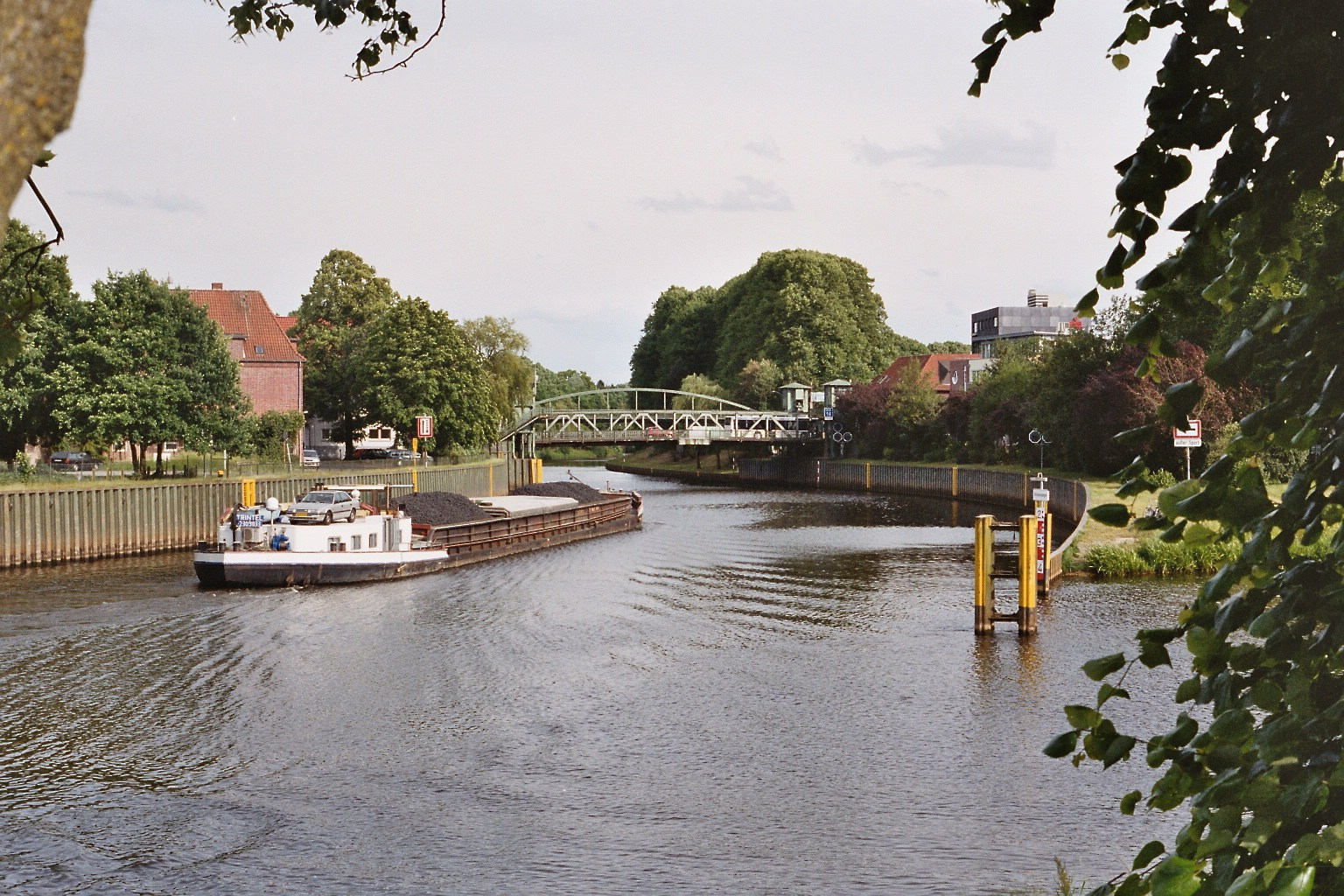
在 Meppen 的埃姆斯河

## 旅遊
有3條遠程單車路線經過埃姆斯河：
- EmsAuenWeg
- Emsland Route
- Hase Ems Weg

## 外部連結
- www.ems.nrw.de/ （页面存档备份，存于）
- The Ems with Emsbueren（页面存档备份，存于）